# Ferenc Szedlacsek
Ferenc Szedlacsek později František Sedlaczek (10. října 1898 – 14. listopadu 1973) byl maďarský fotbalista a trenér, který se trvale usadil v Československu.

## Sportovní kariéra
Reprezentant Československa. V československé reprezentaci odehrál roku v letech 1925–1926 dvě utkání a vstřelil jeden gól (v přátelském zápase s Rakouskem). V československé lize odehrál 25 zápasů a dal 10 gólů. Byl útočníkem, hrál za DFC Prag a SK Náchod.

## Úspěšný trenér
Po skončení hráčské kariéry se stal trenérem, vedl SK Náchod (1932–1934), Spartu Praha (1934–1939, 1945–1947), Jednotu Košice (1948–1949), Tatran Prešov (1950), Baník Ostrava (1956–1958), Spartak Hradec Králové (1958–1960), Spartak Plzeň (1961–1962). Se Spartou jako trenér získal pět mistrovských titulů (1936, 1938, 1939, 1946, 1948), jednou získal český pohár (1946) a roku 1935 vyhrál Středoevropský pohár, nejprestižnější mezinárodní klubovou soutěž meziválečné Evropy.